# Data eriopoides
Data eriopoides là một loài bướm đêm trong họ Noctuidae.